# 多賀努
多賀 努（たが つとむ、1819年〈文政2年〉 - 1887年〈明治20年〉12月5日）は、幕末から明治時代の武士、官吏。

## 生涯
文政2年（1819年）、信濃国筑摩郡松本城下（現在の長野県松本市）に松本藩士の子として生まれ、渡辺 幸右衛門と名乗っていた。家禄は100石。
元治元年（1864年）の禁門の変に際して、松本藩は藩士十余名を上洛させたが、翌年までには幸右衛門を残して帰藩させ、ひとり京都に残った幸右衛門は元京都所司代の酒井忠義の邸宅に住み込み、京都守護職で会津藩主の松平容保の命をうけ、尊攘派浪士の動向を偵察し、新選組に通報するなど、池田屋事件の摘発に関わった。
慶應3年（1867年）に帰藩し、佐幕を進言したが、藩論が新政府への帰順に決すると、名を多賀努と改めた。翌4年（1868年）、藩政改革で藩議事局の上局議員筆頭に推挙され、のちに藩小参事となり、藩主の松平光則からピストルを賜った。明治4年10月（1871年）、官命により旧陸前国一部の登米県（現在の宮城県）の大参事などを務めた。同7年（1874年）退官して上京し、子女の教育に専念した。同20年（1887年）卒去。享年69。墓所は谷中霊園。

## 親族
娘の春子は、鳩山和夫に嫁ぎ、鳩山春子となり、共立女子大学の創立に参画する。その子が鳩山一郎、外孫が鳩山威一郎、外曾孫が鳩山由紀夫と鳩山邦夫である。

## 註
1. 1 2  「東筑摩郡・松本市・塩尻市誌」p.259-260